# 今村美乃
今村 美乃（いまむら よしの、1987年4月6日 - ）は日本の女優。CES所属。

## 経歴
1987年、熊本県熊本市に生まれる。4人兄姉の末っ子。
真和高等学校在学中に、熊本PARCOのポスターモデルを3年間務める。青山学院大学 進学を機に上京。劇団「新宿梁山泊」を中心に演劇活動を始めた。2014年、女優仲間たちと劇団「激嬢ユニットバス」を結成。
2019年夏、俳優の和泉宗兵と結婚。

## 人物
趣味は映画鑑賞、歌舞伎鑑賞、フットサル。特技は器械体操、殺陣、ピアノ演奏、イラストなど。

## 出演

### テレビ番組
- 家電's Walker（2015年1月1日 - 2015年9月10日、BS11） - 準レギュラー
- 駅前TVサタブラ（2017年4月1日 - 、KAB）レギュラーレポーター
- くまパワ＋(2018年4月1日 -  、KAB）レギュラーレポーター
- ｢スター☆ゴルフマッチ｣ ／♯4～♯６出演／※毎週木曜23：00～放送／TVS
- ｢爆報！THEフライデー｣ ※岡田有希子役／TBS

#### ドラマ
- チーム・バチスタの栄光 第9話（2009年、関西テレビ）
- わたしが子どもだったころ 〜大鶴義丹 ”僕は恐竜に乗らない” 編〜（2009年、NHK）
- 連続ドラマW 隠蔽指令（2009年、WOWOW）
- マドンナ・ヴェルデ 第1話（2011年、NHK）
- 神様の女房（2011年、NHK）
- はつ恋（2012年、NHK）
- ぱじ 〜ジイジと孫娘の愛情物語〜 ヒューマンドラマスペシャル（2013年、テレビ東京）
- みんな!エスパーだよ! 第7話（2013年、テレビ東京）- ハシ役
- 大河ドラマ 八重の桜 第45話（2013年、NHK）
- そこをなんとか2（2014年、NHK BSプレミアム） - 石ノ森ななみ 役
- ザ!世界仰天ニュースプレゼンツSPドラマ『なぜ少女は記憶を失わなければならなかったのか?〜心の科学者・成海朔の挑戦〜（2014年、日本テレビ） - 瀬田亜唯子のママ友 役
- ナースのお仕事 再会編（2014年11月1日、フジテレビ） - 川澄穂奈美 役
- 探偵の探偵 第7話・第8話（2015年8月20日・27日、フジテレビ）‐ 宇佐美秋子 役
- エンジェル・ハート 第1話（2015年10月11日、日本テレビ）
- コード・ブルー ドクターヘリ救命 THE THIRD SEASON－｣ 第4話 （2017年8月7日、フジテレビ）- 健太郎の母　役
- 民衆の敵〜世の中、おかしくないですか!?〜 、第6話 フジテレビ
- 執事 西園寺の名推理（2018年4月13日、テレビ東京） - 後藤美幸 役
- 緊急取調室 第9話・最終回（2019年6月13日・20日、テレビ朝日） - 向井はるか 役
- 刑事7人（2019年、テレビ朝日） - 野田晴美 役
- ネメシス （2020年、日本テレビ） - 菅容子　役
- 木のストロー（2021年、フジテレビ） - 枝野志穂　役
- トークサバイバー 第1話、第7話（2021年、Netflix）
- 育休刑事 最終話（2023年6月20日、NHK総合・NHK BS4K）

### 舞台
- 『新説　おばこ旅館物語　かたくりの花編』（2008年）
- 『星の王子さま』Project Nyx　ザムザ阿佐ヶ谷（2009年）
- 『宇田川心中』劇団1980・新宿梁山泊（2009年）
- 『少女都市からの呼び声』新宿梁山泊韓国公演（2010年）
- 『伯爵令嬢 〜小鷹狩掬子の七つの大罪〜』Project Nyx（2010年）
- 『ベンガルの虎』新宿梁山泊（2010年）
- 『北守の騎士とカルボナードの踊る魔女』青果鹿　シアターBONBON（2010年）
- 『星の王子さま（再演）』　Project Nyx　吉祥寺シアター（2010年）
- 『向日葵の柩（再演）』新宿梁山泊 韓国公演（2011年）
- 『ベンガルの虎（再演）』新宿梁山泊（2011年）
- 『愛在る領域』スペイド　萬劇場（2011年）
- 『愛の六章』「劇団針の穴」旗揚げ公演　Pinpoint Gallery（2011年）
- 『アダムとイヴ、私の犯罪学』青蛾館　中野MOMO（2011年）
- 『浅草版・くるみ割り人形』　Project Nyx（2012年）
- 『宇田川心中（再演）』」新宿梁山泊 韓国公演（2012年）
- 『百年 〜風の仲間たち〜』新宿梁山泊 47回公演　吉祥寺シアター 他（2012年）
- 『上海異人娼館』Project Nyx 第10回公演　東京芸術劇場シアターウエスト（2012年）
- 『リバーサル』Space早稲田（2013年）
- 『百年〜風の仲間たち〜』新宿梁山泊 韓国公演　Dooson Art Center（2013年）
- 『道玄哀歌』新宿梁山泊 釜山国際演劇祭招待公演　釜山・映画の殿堂（2013年）
- 『道玄哀歌』『百年〜風の仲間たち〜』新宿梁山泊 韓国凱旋2作品連続公演　東京芸術劇場シアターウエスト（2013年）
- 『今度は愛妻家』東京芸術劇場 シアターウエスト　青少年文化センター アートピアホール　兵庫県立芸術文化センター 阪急中ホール（2014年）
- 『深沢ハイツ302～もう一つのニュートンの林檎～』 Sun-mallstudio produce／作・演出：佐山泰三／サンモールスタジオ（2019年）
- 『兎の姉妹』兎座　小劇場B1（2019年）
- 『贋作・オセロー』（2024年）[4]
- 『木曜日にはココアを』（2025年）[5]
- 『悲しい時には羊のうたを』（2025年）[6]
- 大森カンパニープロデュース
  - 『更地11』下北沢シアター711（2015年）
  - 『更地12　明日に向かって笑え。』下北沢シアター711（2016年）
  - 『更地13』下北沢小劇場B1（2017年）
  - 『更地14』ザ・スズナリ（2018年）

### 映画
- 半次郎（2010年）
- ヒミズ（2012年）
- ユダ（2013年）
- 地獄でなぜ悪い（2013年）
- こっぱみじん（2014年）
- ミュージアム（2016年）
- 何者（2016年）
- 探偵はBARにいる3（2017年）
- 22年目の告白（2017年）
- 美しい星（2017年）
- 星くず兄弟の新たな伝説（2018年）
- ギャングース（2018年）
- ミドリムシの夢（2019年） - みう 役
- AI崩壊 (2020年)
- ミドリムシの姫 (2021年)
- Gメン (2023年)
- 結婚の報告（2025年） - 尚美 役[7]

### PV
- Carnavacation「江ノ島メロディー LOVE」
- 山崎育三郎「Congratulations／あいのデータ｣
- Acid Black Cherry「蝶」

### CM
- バンダイナムコゲームス『PSP 〜NARUTO疾風伝キズナドライブ〜』（2011年）
- アース製薬『保湿入浴液 ウルモア』（2013年-）
- ローソン MACHI cafe「女友達編」（2014年-）
- ローソン おにぎり屋「大きな焼さけハラミ篇／金目鯛煮つけ篇」（2014年）
- NTT西日本 「教育×ICT」篇（2015年）
- TATERU スペシャルムービー インベスターズクラウド社（2015年）
- リクナビNEXT ｢転職サイト ～ラーメン屋篇～｣ (2015年）
- アイドルマスター シンデレラガールズ スターライトステージ ｢新作舞台初日｣ 篇（2017年)
- 再春館製薬所 ドモホルンリンクル「使えばわかる」篇（2017年-）
- P&G トイレのファブリーズ　”家族はトイレで何をしているか知っていますか⁈”｣(2019年-)
- アソビュー ｢アソビュー!｣(2021年-)
- ツインバード「コーヒーメーカー　匠プレミアム」(2022年-)
- 三井ダイレクト損害保険 「事故対応篇」(2023年-)

### WEB
- ｢約束のアルバム｣ 　ウェディングパーク　(2015年)
- ｢ビジネス版 LINE｣ 　Works Mobile (2016年）
- ｢パズルルーム｣ 東京建物 ショートフィルム（2017年)
- 「私が保険を考える」「小室安未のジャスト解説！」第一生命 『ジャスト』プロモーションムービー

### ゲーム（モーションキャプチャー）
- 龍が如く0
- 龍が如く極
- 龍が如く極2
- 龍が如く6
- 龍が如く7
- 北斗が如く
- JUDGE EYES
- LOST JUDGEMENT
- LOST　JUDGEMENT～海藤正治の事件簿～（DLC）
- モンスターストライク　ソロモン編 - ソロモン 役
- モンスターストライク　ルシファー編 - ゼフォン 役
- モンスターストライク　エンド・オブ・ザ・ワールド編 - ソロモン 役
- 映画　「モンスターストライク THE MOVIE ルシファー 絶望の夜明け」 - ソロモン 役
- Infini-T Force - ベル・リン 役
- VRプペル
- ゼノブレイド3（2022年） - セナ 役（モーションアクター）[8]